# Звёздный путь (фильм, 2009)
Эта статья о фильме, который вышел в 2009 году. О фильме 1979 года см. Звёздный путь (фильм, 1979), об одноимённом телевизионном сериале см. Звёздный путь: Оригинальный сериал.
«Звёздный путь» (англ. Star Trek) — одиннадцатый полнометражный научно-фантастический фильм, действие которого происходит в мире Звёздного пути (Star Trek), анонсированный компанией Paramount Pictures в 2006 году. Фильм, режиссёром которого стал Дж. Дж. Абрамс, вышел на экраны 7 мая 2009 года. Вопреки ожиданиям, фильм не является непосредственным приквелом к оригинальному сериалу, а создает альтернативную временну́ю линию, являясь экранизацией комикса с альтернативной историей.
Работа над фильмом началась в 2005 году. Съёмки велись с ноября 2007 по март 2008 года в строжайшей секретности. В середине съёмок Paramount Pictures решила отложить дату релиза с 25 декабря 2008 на май 2009 года, считая, что фильм может достичь более широкой аудитории.
«Звездный путь» был высоко оценен критиками, получив 94 % на Rotten Tomatoes. Он занял тринадцатое место по кассовым сборам в 2009 году (седьмое по сборам в Северной Америке) и стал самым кассовым фильмом из всех частей серии, уступив в дальнейшем позицию следующей части франшизы — «Стартрек: Возмездие». Он был номинирован на четыре «Оскара» и получил премию в номинации «лучший грим».

## Сюжет

### Предыстория
В 2387 году звезда системы Хорус внезапно потеряла стабильность и начала превращаться в сверхновую. Нерон, капитан шахтёрского корабля «Нарада» и лидер шахтёрской гильдии Ромула, добывал различные минералы на астероидах и планетах. Нерон решился помочь Споку спасти Ромул, добыв нужное количество декалития, но стал свидетелем бездействия вулканцев, решивших не давать в руки ромулан технологию создания чёрных дыр с помощью красной материи.
Сразу после возвращения с Вулкана Нерон стал свидетелем катастрофы, уничтожившей Ромул, родную планету ромулан. Событие негативно повлияло на Нерона, и он, будучи убеждён, что Спок не выполнил свою миссию, а земляне специально бездействовали, лишь делая вид, что помогают, решил отомстить вулканцам и всей Федерации.
После уничтожения Ромула секретная ромуланская база «Волт» снабдила «Нараду» самыми передовыми технологиями ромулан, в том числе с применением технологий боргов, в чём поспособствовал командир станции, пожелавший помочь Нерону отомстить за уничтожение Ромула и семьи. Именно это событие стало причиной необычного внешнего вида шахтёрского судна Нерона в фильме. Нерон начал войну с Федерацией.
Незадолго до вышеописанных событий Ла Форже построил корабль «Медуза», увлёкшись судостроительством. Нужное количество красной материи было получено из руды Нерона. «Медуза» отправилась на свою миссию коллапса сверхновой, но сингулярность, которую создала «Медуза», поглотила «Нараду» и «Медузу» и отправила их в прошлое, в разное время, а впоследствии «Медуза» была захвачена кораблем Нерона, который ожидал «Медузу» в течение 25 лет. В результате у Нерона с помощью красной материи появилась возможность уничтожить Вулкан и Землю в прошлом.

### Действие 1
Корабль Федерации «USS Кельвин» прибывает на самую границу клингонского космосектора. Внезапно возникает странная космическая буря, превращающаяся в сингулярность, из которой появляется огромный видоизменённый «Нарада» и атакует «Кельвин» торпедами с разделяющимися боеголовками. «Кельвин» пытается уйти в манёвр и контратаковать, но безуспешно, так как «Нарада» несоизмеримо более технологична. На связь с «Кельвином» выходит первый помощник капитана Нерона и предлагает капитану «Кельвина» проследовать на их судно для переговоров под предлогом «прекращения огня». На самом деле его задача — получить всю нужную информацию, чтобы найти Спока, уничтожить Вулкан и Землю.
Узнав у капитана «USS Кельвин», в каком году он оказался, Нерон убивает капитана и вновь атакует «Кельвин», чтобы окончательно его уничтожить. Джордж Кирк, взявший на себя обязанности капитана, приказывает эвакуироваться экипажу с корабля. В одном из шаттлов находится его жена, которая вот-вот должна родить. Она связывается с мужем и узнает, что он остаётся, чтобы прикрыть уходящие шаттлы от ракет (так как из-за сбоя автоматическое управление кораблем невозможно). Супруги говорят о том, что они любят друг друга, и решают назвать родившегося сына по имени отца жены. Джордж направляет «Кельвин» на «Нараду» и таранит его, уничтожая и себя, и «Кельвина», но останавливая «Нараду». В память о «Кельвине» Федерация сделала инсигнию корабля основным символом Звёздного Флота, а Джордж Кирк стал иконой «истинного офицера Звёздного Флота», которую увековечил в своей диссертации Кристофер Пайк.

### Действие 2
На Земле Кирк с раннего возраста показывает себя безрассудным человеком, к примеру, угнав раритетный автомобиль своего отчима. Он вырастает таким же безрассудным и безбашенным, но умным молодым человеком. После драки в баре с кадетами Звездного Флота, сопровождающими Нийоту Ухуру, Кирк встречает капитана Кристофера Пайка, который предлагает Джеймсу записаться в Звёздный флот вместо пустого растрачивания своей жизни. Джеймс со скептицизмом выслушивает вдохновляющую речь Пайка («Твой отец был капитаном 12 минут и за это время успел спасти 800 жизней, включая жизнь твоей матери и твою жизнь»), но, тем не менее, на следующий день прибывает на место отправления шаттла с новобранцами. Там он знакомится со своим будущим лучшим другом — медиком Леонардом Маккоем.

### Действие 3
Три года спустя: Кирк, курсант Академии, стремится пройти известный тест-симулятор для капитанов под названием Кобаяси Мару, сценарий развития событий которого не оставляет курсантам ни единого шанса на победу. Этот тест программирует Спок, выпускник Академии, единственный вулканец в истории, отказавшийся вступить в Научную академию Вулкана. Во время симуляции происходит сбой, и Кирк становится первым курсантом, успешно завершившим тест. Узнав о странных событиях около планеты Вулкан, адмиралы Академии досрочно направляют всех курсантов на корабли, чтобы поспешить с помощью. Кирка оставляют в Академии, так как Спок подал на него жалобу за взлом симулятора, но Маккой обманом проводит его на «Энтерпрайз NCC-1701», где Кирк догадывается, что всё происходящее на Вулкане — проделки ромулан. Пайк и Спок верят ему и прибывают на орбиту планеты в полной боевой готовности. Но все сопровождающие корабли к тому времени уже уничтожены «Нарадой». «Энтерпрайз» спасла лишь неопытность молодого пилота Хикару Сулу, из-за которого корабль отстал от остальных. Узнав, что Спок находится на борту «Энтерпрайза», Нерон «просит» Пайка лично полететь на «Нараду». Тем временем ромулане используют огромную буровую установку, чтобы создать туннель к ядру Вулкана. По пути к ромуланскому кораблю Пайк сбрасывает в скафандрах Кирка, Сулу и инженера Олсена, чтобы они высадились на бур и обезвредили его. Олсен погибает, но Кирку и Сулу удаётся обезвредить буровую установку. Но к тому моменту она уже успевает пробурить планету до ядра, и Нерон приказывает запустить ракету с красной материей в ядро планеты, после чего чёрная дыра постепенно начинает поглощать Вулкан изнутри, чтобы полностью уничтожить его через несколько минут. Сулу срывается с начавшей подниматься буровой платформы, Кирк бросается вслед за ним и хватает его, открывая свой парашют, но тот отрывается. Героев в последнюю секунду перед ударом о поверхность успевает телепортировать на «Энтерпрайз» второй пилот — молодой русский вундеркинд Павел Чехов, чудом сумевший вручную навести луч переноса на падающих людей. Спок телепортируется на планету и пытается спасти членов Совета, в том числе своих родителей, но многие, включая его мать, погибают.
«Нарада» улетает вместе с Пайком, которого Нерон допрашивает, стараясь выведать коды защиты Звёздного флота, охраняющего Землю. Он объявляет свой план — уничтожить все планеты Федерации, чтобы его родной Ромулус был свободен от их влияния, и говорит, что решил начать с Земли. После того, как Пайк отказывается назвать коды, Нерон засовывает ему в рот мозгового слизня, заставляющего людей говорить правду. Кирк на «Энтерпрайзе» вступает в спор со Споком, ведет себя агрессивно, и Спок избавляется от Кирка, высаживая его на ближайшей планете с базой Федерации.

### Действие 4
Капсула с Кирком падает в нескольких километрах от базы на ледяной планете Дельта Вега, и пока он туда добирается, на него нападают хищные представители местной фауны, но его спасает Спок из будущего (из оригинальной временной линии), который живёт в пещере неподалёку. Вместе они добираются до базы, где встречают гениального инженера Монтгомери Скотта. Вместе с ним Спок создаёт первый трансварпный транспортёр, который совершает то, что ранее считалось невозможным — доставляет Кирка и Скотта на борт «Энтерпрайза», когда тот двигается на варп-скорости. Напоследок старый Спок рекомендует Кирку сыграть на безукоризненном следовании вулканцев правилам (даже абсурдным) и заставить молодого Спока выйти из себя, тем самым доказав его личную заинтересованность в успехе операции (таковая является основанием для отстранения капитана от командования).
Трансварпный транспортёр сработал «почти идеально», но Скотт переносится прямо в трубу системы охлаждения варп-ядра и сначала едва не захлёбывается, а потом едва не гибнет от огромной турбины, но его вовремя вытаскивает Кирк, чьи действия были замечены на мостике, и их обоих арестовывают.
Кирк выполняет рекомендацию старого Спока, выводя его молодую версию из себя словами о только что погибшей матери, и Спок сдаётся, покидая мостик. На саркастическое возражение Маккоя о том, что звездолёт остался без капитана, Кирк, которого Пайк на глазах пилота Сулу ранее назначил старшим помощником Спока, занимает пост капитана.
Вместо того, чтобы лететь к остальному флоту, Кирк решает лететь к Земле и напасть на «Нараду», чтобы спасти свой дом и вызволить Пайка. Чехов рекомендует выйти из варпа за Титаном, чтобы их не заметил враг. План удаётся, и Кирк и Спок используют новый транспортёр Скотта, чтобы попасть на борт «Нарады». Нерон тем временем уже начал бурить земную кору около Сан-Франциско, чем парализует всю связь, как на Вулкане. Спок пользуется тем, что вулканцы и ромуланцы произошли от одного биологического вида и выкрадывает «Медузу» (корабль закодирован под его голос) и улетает подальше от Земли, уничтожив при этом буровую установку. В ярости Нерон приказывает экипажу преследовать «Медузу». Спок выходит из варпа в межзвездном пространстве, за ним выходят сначала «Нарада», а потом «Энтерпрайз». Спок ведёт «Медузу» на таран «Нарады», а Нерон приказывает уничтожить этот небольшой корабль залпом всех ракет.
«Энтерпрайз» сбивает все ракеты, а «Медуза» таранит «Нараду». Скотту и Чехову удаётся вернуть на борт «Энтерпрайза» Кирка, Спока и Пайка одновременно из двух точек, что считается невозможным. Взрыв «Медузы» приводит к созданию очередной червоточины, а Кирк, сначала предложивший спасение Нерону, но услышавший отказ, приказывает дать залп из всех орудий по «Нараде», уничтожая корабль. «Энтерпрайзу» чудом удаётся избежать самой червоточины благодаря своевременному взрыву варп-реакторов.

### Заключение
На Земле Кирк получает звание капитана и командование «Энтерпрайзом» от Пайка на той же трибуне, на которой его обвинили во взломе симулятора, а Спок беседует со своей «будущей версией» и решает вернуться на «Энтерпрайз», где Кирк с радостью назначает его своим старшим помощником. Перед переходом «Энтерпрайза» в варп звучит голос Леонарда Нимоя (оригинального Спока), говорящего бессмертную фразу «Звёздного Пути»: «Космос. Последний рубеж. Это хроники звездолета „Энтерпрайз“, чья миссия — исследовать непознанные миры, открывать новые формы жизни и цивилизации, смело идя туда, куда не ступала нога человека».

## В ролях
- Крис Пайн — Джеймс Т. Кирк
- Закари Куинто — молодой Спок
- Зои Салдана — лейтенант Ухура

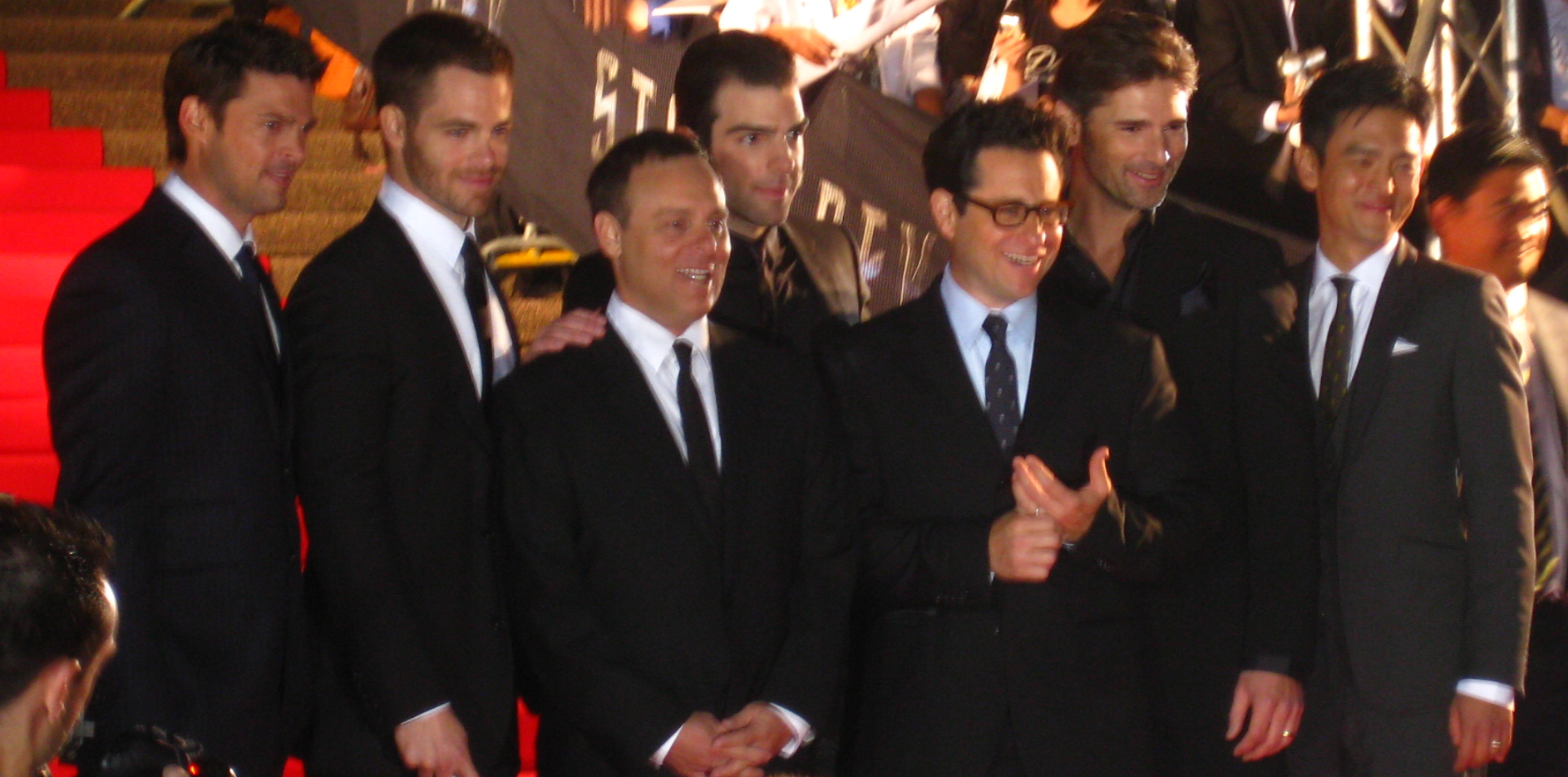
Слева направо, Карл Урбан, Крис Пайн, Брайан Бёрк, Закари Куинто, Дж. Дж. Абрамс, Эрик Бана и Джон Чо, на премьере в Сиднейском оперном театре 7 апреля 2009 г.

- Карл Урбан — доктор Леонард Маккой
- Саймон Пегг — Монтгомери Скотт
- Антон Ельчин — Павел Чехов
- Джон Чо — Хикару Сулу
- Эрик Бана — капитан Нерон
- Леонард Нимой — старый Спок
- Брюс Гринвуд — капитан Кристофер Пайк
- Вайнона Райдер — Аманда Грейсон, мать Спока
- Бен Кросс — Сарек, отец Спока
- Клифтон Коллинз-мл. — генерал Эйел, «правая рука» Нерона
- Джимми Беннетт — Джеймс Кирк в детстве
- Крис Хемсворт — Джордж Сэмюэль Кирк, отец Джеймса Кирка
- Дженнифер Моррисон — Вайнона Кирк, мать Джеймса Кирка

## Прокат
В феврале 2008 «Paramount Pictures» сообщила об изменении даты показа «Звёздного пути» с 25 декабря 2008 на 8 мая 2009. Официально перенос показа фильма никак не был связан с забастовкой сценаристов, но с точки зрения студии публика предпочтительно больше пойдет смотреть фильм летом, а не зимой. Фильм же был почти полностью доделан к концу 2008. Май был выбран также и для того, чтобы избежать ненужной конкуренции с другими не менее ожидаемыми фильмами: «Люди-икс: начало. Росомаха» и «Ангелы и демоны», которые должны были выйти раньше, однако в итоге вышли в том же месяце. Дэймон Линделоф признался, что эта задержка даст им больше времени, чтобы отполировать спецэффекты.
2 ноября 2009 года Blu ray c фильмом в высоком разрешении (720p и 1080p) и дополнительными материалами поступил в продажу в регионе 1 (Северная Америка), а с 17 ноября — в регионе 2 (Европа)..

## Награды и номинации
«Звёздный путь» получил 32 награды из 110 номинаций, а работа над звуком и спецэффектами была отмечена рядом церемоний награждения, на которых они были представлены. Кроме того, актерский состав — в том числе Пайн, Куинто и Зои Салдана — также были признаны на индивидуальной основе. Наибольший успех, полученный фильмом, был в премии Scream, где он получил шесть наград за одну церемонию из семнадцати номинаций. Среди номинаций, полученных фильмом, две были вручены на премии Британской академии, пять — в номинации Critics' Choice Movie Awards, четыре — в номинации People's Choice Awards и одиночные номинации как на премии Грэмми, так и на премии Гильдии сценаристов США. Фильм также был первым во франшизе «Звездного пути», получившим премию «Оскар», с победой Барни Бурмана, Минди Холл и Джоэла Харлоу в номинации «Лучший грим и причёски».

## Сиквел
Премьера сиквела состоялась в Сиднее 23 апреля 2013 года, а мировой прокат начался с 9 мая 2013 года.